# Гиртопул-Мік
Гиртопул-Мік (рум. Hîrtopul Mic) — село у Кріуленському районі Молдови. Входить до складу комуни, адміністративним центром якої є село Гиртопул-Маре.

## Населення
За даними перепису населення 2004 року у селі проживали 1417 осіб.
Національний склад населення села:
| Національність       | Кількість осіб | Відсоток   |
| -------------------- | -------------- | ---------- |
| молдавани румуни     | 1409 1         | 99,4% 0,1% |
| росіяни              | 5              | 0,4%       |
| українці             | 1              | 0,1%       |
| інша / без відповіді | 1              | 0,1%       |
| Всього               | 1417           | 100%       |